# 鳥取大学附属特別支援学校
鳥取大学附属特別支援学校（とっとりだいがくふぞくとくべつしえんがっこう）は、鳥取県鳥取市にある特別支援学校。国公立の養護学校としては、初となる高等部専攻科を2006年4月に設置した。「生活を楽しむ子ども」の姿をめざして、「自分づくり」に軸足をおいた教育を実施しているのが特徴。

## 沿革
- 1962年4月1日 - 鳥取大学学芸学部附属小学校に特殊学級1学級を設置。
- 1964年4月1日 - 鳥取大学学芸学部附属中学校に特殊学級1学級を設置。
- 1965年4月1日 - 附属小学校特殊学級を本校舎（尚徳町）内に移転。
- 1978年4月1日 - 鳥取大学教育学部附属養護学校設置。
- 1979年4月1日 - 高等部設置。
- 1999年4月1日 - 鳥取大学教育地域科学部附属養護学校改称。
- 2004年4月1日 - 国立大学法人鳥取大学附属養護学校と改称。
- 2007年4月1日 - 国立大学法人鳥取大学附属特別支援学校と改称。

## 学部
- 小学部
- 中学部
- 高等部本科、専攻科

## 所在地
- 〒680-0947　鳥取県鳥取市湖山町西2丁目149